# Mariano Ubiracy da Silva
Mariano Ubiracy da Silva (Leopoldina, 16 de julho de 1942 - Taubaté, 5 de maio de 2015) foi um futebolista brasileiro. Atuava como centroavante e foi destaque em clubes mexicanos e campeão pelo Fluminense Football Club.
Iniciou a carreira no Olímpia Futebol Clube, no início da década de 1960, e por dois anos, entre 1962 e 1963, jogou no Esporte Clube XV de Novembro. Em 1964 foi contratado pelo Fluminense Football Club e foi campeão estadual[carece de fontes?] pelo tricolor carioca neste mesmo ano.
Na metade do ano de 1965, foi contratado pelo Club Deportivo Tiburones Rojos de Veracruz, do México, onde atuou por sete temporadas. 
Antes de aposentar-se, em 1977, defendeu outros clubes mexicanos e o Club Deportivo Quevedo, do Equador.